# Manuel Abella

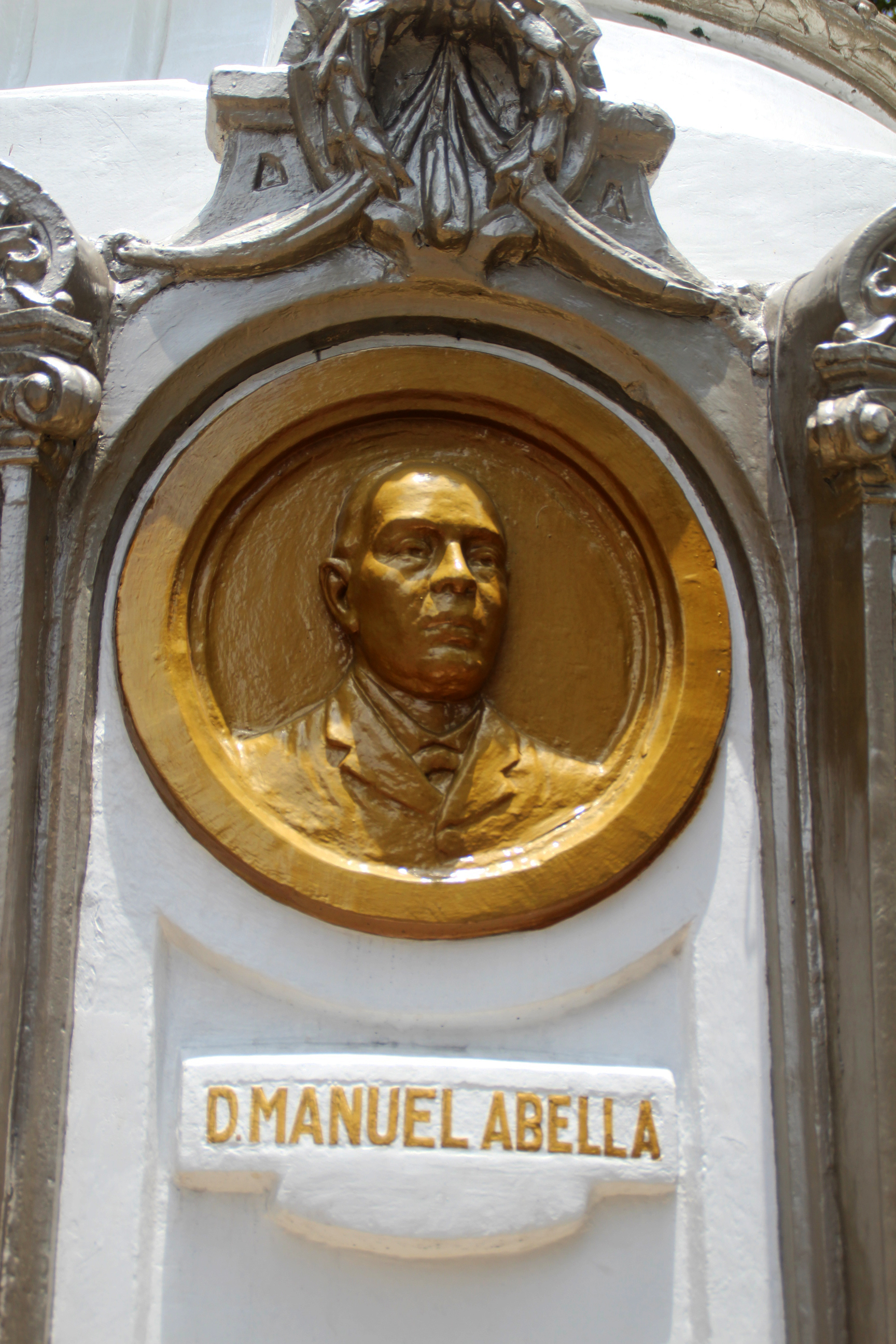
Een afbeelding van Don Manuel Abella op monument op Plaza Quince Martire

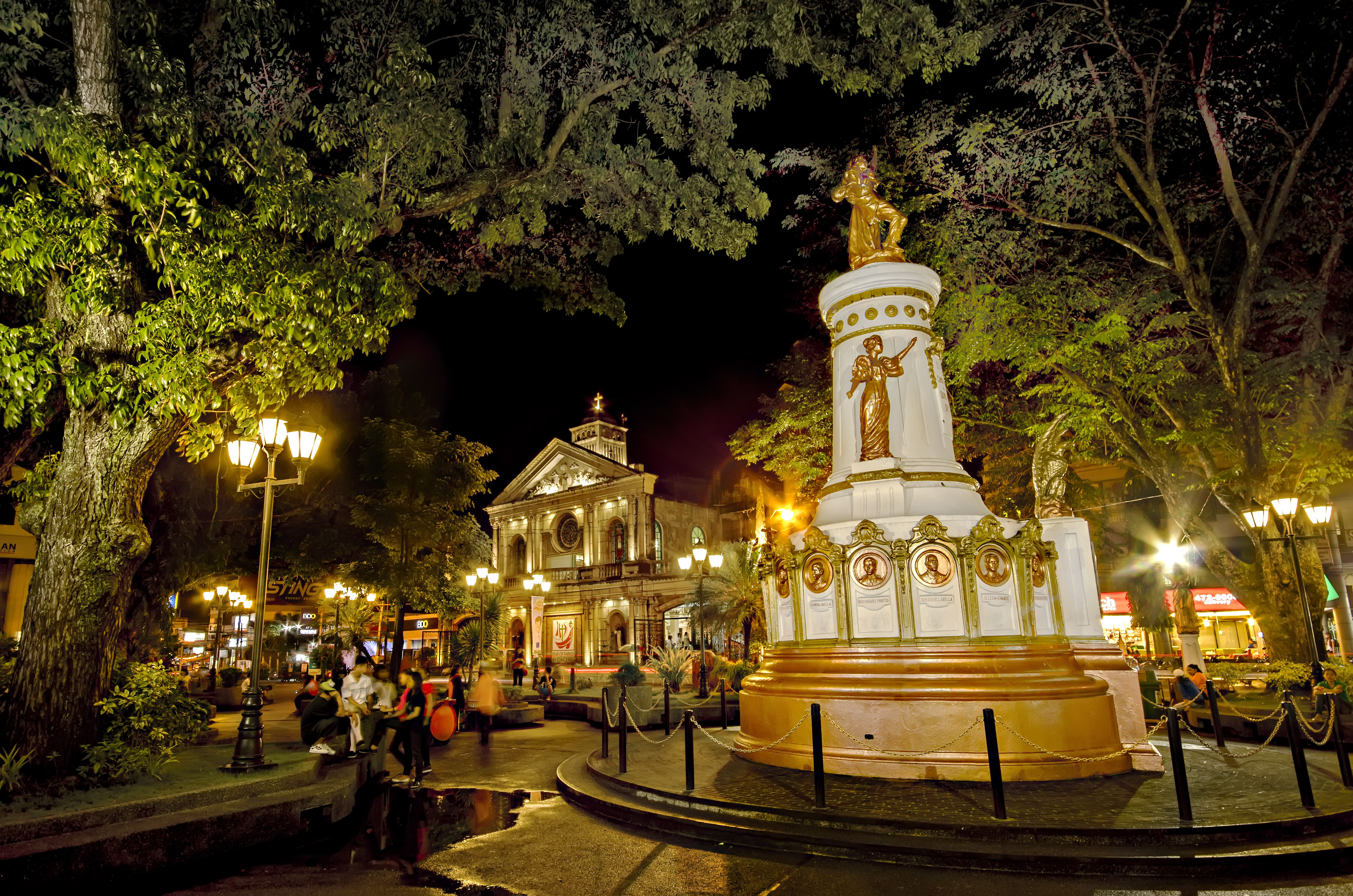
Het monument op Plaza Quince Martire

Manuel Abella (Catanauan,  ? - Manilla, 4 januari 1897) was een Filipijns grootgrondbezitter en industrialist en een van de vijftien martelaren van Bicol. Samen met zijn zoon Domingo Abella werd hij gearresteerd op verdenking van betrokkenheid bij de ondergrondse verzetsbeweging Katipunan. Op 4 januari werden ze met negen anderen geëxecuteerd.

## Biografie
Manuel Abella werd geboren in Catanauan in de Filipijnse provincie Quezon (provincie, in die tijd Tayabas geheten. Samen met zijn broer Leocadio volgde hij een opleiding tot priester op het seminarie in Nueva Caceres. Om onbekende redenen maakte hij de opleiding echter niet af. Hij werkte als klerk voor de provinciale overheid en was uiteindelijk een escribado voor Camarines Sur, een hoge positie voor iemand van Filipijnse komaf. Hij verbouwde rijst en abaca en wist zo een behoorlijke rijkdom te vergaren. Na verloop van tijd was hij ook suikerproducent. Veel mensen uit de regio, onder wie ook Spanjaarden hadden leningen bij hem en tegen het einde van de 19e eeuw was hij een van de rijkste mensen op het Bicol-schiereiland en stond wel bekend als el millonario (de miljonair).
Toen de Filipijnse Revolutie uitbrak werden veel invloedrijke mensen uit de Filipijnse gemeenschap door de Spaanse koloniale overheid verdacht van betrokkenheid bij de opstand. Op 16 september 1896 werden Manuel Abella, zijn zoon Domino Abella en een groep anderen opgepakt. op 20 september werden ze per schip overgebracht naar Manilla, waar ze werden gevangengezet in Bilibid Prison, met uitzondering van de drie priesters, die werd vastgehouden in het San Agustin-klooster. Op 29 december 1896 volgde een showproces, waarbij ze schuldig werden bevonden en veroordeeld tot de doodstraf door een vuurpeloton. Op 4 januari 1897 werden 11 van de 15 martelaren geëxecuteerd op Bagumbayan, vijf dagen nadat de Filipijnse nationale held José Rizal daar was geëxecuteerd.
In Naga werd op Plaza Quince Martire een monument opgericht ter nagedachtenis aan de 15 martelaren van Bicol. Abella had nog twee andere zonen: Ramon Abella was ook grootgrondbezitter en Mariano Abella werd later gouverneur van de provincie Ambos Camirines.